# Reginald Lane Poole
Reginald Lane Poole (29 mars 1857 - 28 octobre 1939) est un historien britannique. Il a été Keeper of the Archives de l'université d'Oxford.

## Biographie
Il obtient une maîtrise en 1881, puis un PhD en 1882, tous deux en histoire.
Il est nommé membre de la British Academy en 1904. Maître de conférences en diplomatie de l'université d'Oxford, il a prononcé une série de conférences dans le cadre des Ford Lectures (en) en 1912 sur l'Exchequer in the Twelfth Century (chancelier de l'Échiquier du XIIe siècle). Il a été Keeper of the Archives (Conservateur ou dépositaire des archives) de l'université d'Oxford.
Il meurt en 1939.
Il est le père d'Austin Lane Poole (1889-1963), historien et maître de conférences, le frère de l'orientaliste Stanley Lane-Poole, le neveu de Reginald Stuart Poole, historien et Keeper of the Archives, ainsi que le petit-neveu d'Edward William Lane.

## Œuvres
- 1880 : History of the Huguenots of the Dispersion
- 1884 : Illustrations of the History of Modern Thought
- 1889 : Wycliffe and Movements for Reform
- 1897–1902 : Historical Atlas of Modern Europe
- 1915 : Lectures on the History of the Papal Chancery

Reginald Lane Poole, en collaboration avec William Hunt (prêtre) (en), a dirigé la rédaction de l'ouvrage Political History of England (douze volumes, 1905-10). Il a aussi collaboré à la rédaction de la New International Encyclopedia.